# Église presbytérienne (USA)
La Presbyterian Church (U.S.A.) (PC (USA) - Église presbytérienne (USA)) est la principale dénomination presbytérienne aux États-Unis. Elle est issue des missions de l'Église d'Écosse parmi les premiers colons et de l'union en 1983 de l'Église presbytérienne unie aux États-Unis (United Presbyterian Church in the United States of America, ou UPCUSA, dite l’Église presbytérienne du Nord) et de l'Église presbytérienne unie aux États-Unis (United Presbyterian Church in the United States, ou PCUS, dite l’Église presbytérienne du Sud). Elle comptait environ un million un cent mille membres fin 2022.

## Historique

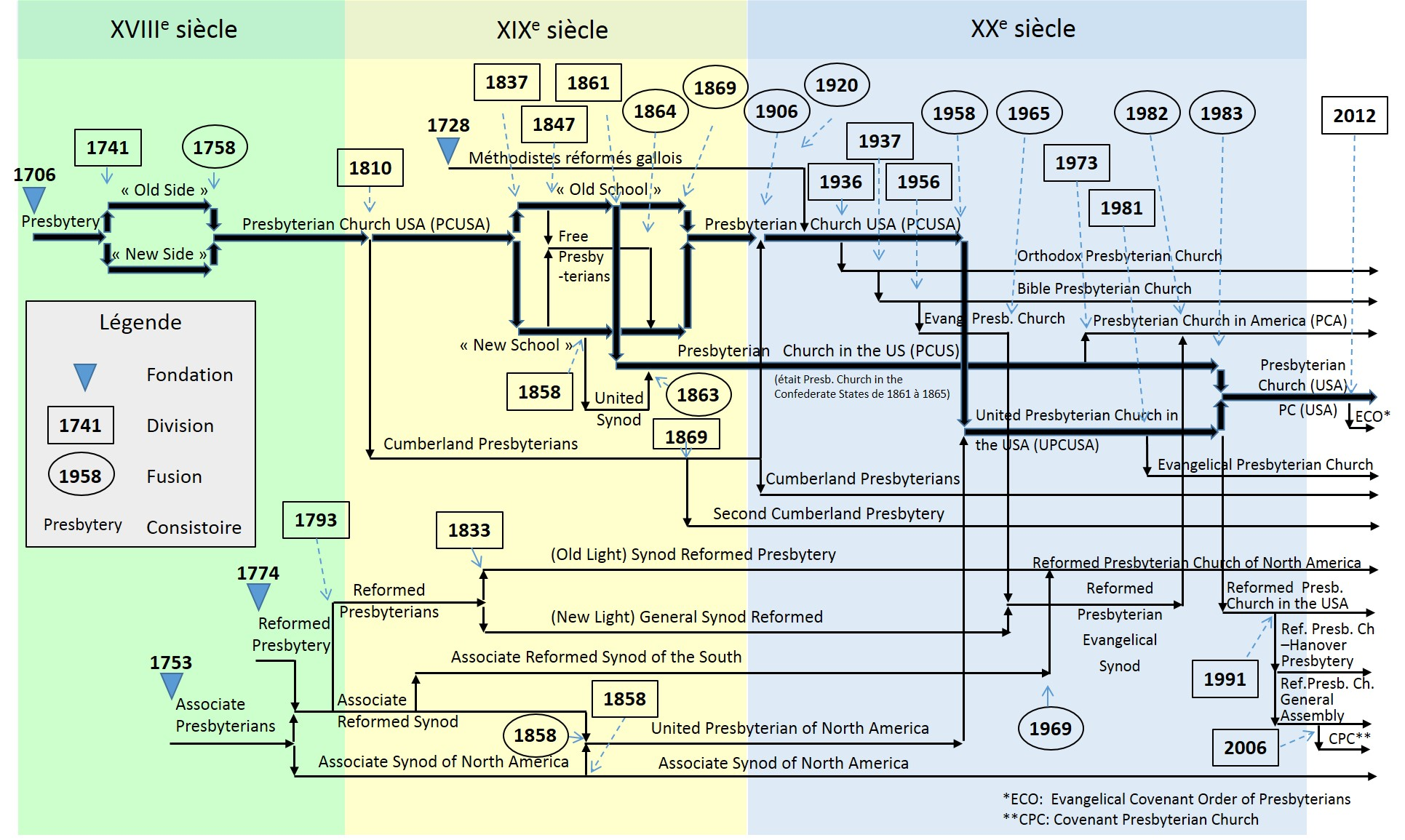
Schéma de l'évolution des différentes églises presbytériennes des États-Unis, à partir de l'information communiquée par the Presbyterian Historical Society de Philadelphie, en Pennsylvanie.

La fondation de la première église presbytérienne aux États-Unis par des immigrants presbytériens venus d’Écosse et d'Irlande dans la deuxième moitié du XVIIe siècle remonte à 1706. Croissant rapidement, elle s'est doté de son premier synode en 1789 et de son Assemblée générale en 1810. D'autres églises presbytériennes ont été fondées en 1753 et 1774 par des membres d'églises presbytériennes détachées de l’Église d'Écosse, les covenantaires et les seceders (en).
Elle s'est divisée une première fois en 1741 sous le coup du grand réveil, en raison des oppositions entre les pasteurs qui adoptaient les idées et les pratiques revivalistes (New Side) et ceux qui restaient ancrés dans la stricte tradition calviniste (Old Side). Réunifiée en 1758, elle s'est à nouveau divisée en 1837 au moment du second grand réveil entre Old School et New School puis réunifiée en 1869.
Entretemps était intervenue, dans les deux branches de l’Église, une nouvelle division entre ceux qui voulaient l'abolition de l'esclavage, essentiellement dans le nord des États-Unis, et ceux qui soutenaient l'esclavagisme, essentiellement dans le sud. En effet, sous l'influence des propriétaires d'esclaves, une partie de l'Église presbytérienne justifiait l'esclavage des noirs aux États-Unis. C'est l'occasion d'un schisme en 1861 au moment du début de la guerre de Sécession, entre l'église presbytérienne nordiste et l'église presbytérienne sudiste. Ce sont ces deux églises qui se réunissent en 1983 pour former l'Église presbytérienne (États-Unis).
Entretemps, l'Église presbytérienne aux États-Unis d'Amérique (PCUSA, nordiste) avait été rejointe en 1958 par certaines des églises presbytériennes fondées au XVIIIe siècle par les covenantaires et seceders (en) écossais et irlandais. Elle avait alors pris le nom d’Église presbytérienne unie aux États-Unis (UPCUSA), nom qu'elle garda jusqu'à la fusion de 1983 avec l'Église presbytérienne des États-Unis (PCUS, sudiste). À cette dernière date, elle prend le nom d'Église presbytérienne (États-Unis), dont le sigle est PC (USA).
Entre 1922 et 1936, la PCUSA avait connu une aggravation de la controverse fondamentaliste–moderniste qui durait depuis la fin du XIXe siècle. En 1922, le pasteur new-yorkais Harry Emerson Fosdick avait prononcé un sermon intitulé « Les fondamentalistes vont-ils gagner? », contestant ce qu'il percevait comme une vague d'intolérance contre la théologie libérale, ou moderniste, au sein de la dénomination. Le pasteur conservateur Clarence E. Macartney avait immédiatement répondu par un sermon intitulé « Shall Unbelief Win? » (« L'athéisme va-t-il gagner ? »), dans lequel il avertissait que le libéralisme mènerait à « un christianisme sans culte, sans Dieu et sans Jésus Christ ». En 1924, un groupe de pasteurs libéraux rédigea une déclaration défendant leurs vues théologiques connues sous le nom d’Affirmation d'Auburn, invoquant et demandant à rétablir une tradition de liberté doctrinale au sein de la PCUSA. Cette approche fut validée en 1926 par l’Assemblée générale. En 1936, John Gresham Machen mena un exode des conservateurs de la PCUSA déçus par l'évolution libérale de l’Église pour former ce qui deviendrait l'Église presbytérienne orthodoxe.

## Structure

### Constitution
La Constitution de l'Église presbytérienne (États-Unis) se compose de deux livres : d'une part le "livre des confessions" (Book of Confessions) et d'autre part le « livre de l'ordre » (Book of Order, discipline de l’Église). Le « livre des confessions » décrit les croyances de l'Église selon lesquelles les dirigeants de l'Église sont instruits et dirigés. Issu de celui adopté en 1967 par l'Église presbytérienne unie aux États-Unis (UPCUSA), il inclut :
- une Confession de foi moderne adoptée par l'Assemblée générale de l'Église presbytérienne unie aux États-Unis (UPCUSA) en 1967,
- la Confession de foi de Westminster (ainsi que le grand catéchisme de Westminster et le petit catéchisme de Westminster),
- le catéchisme de Heidelberg,
- la seconde confession helvétique,
- la Confession de foi écossaise et
- la Déclaration de Barmen[10].

En complément, le « livre de l'ordre » donne la justification et la description de l'organisation et de la fonction de l'Église à tous les niveaux. Il comporte quatre parties :
1. les fondements du système presbytérien synodal,
2. la forme de gouvernement,
3. l'ordre du culte et
4. les règles de discipline.

### Organisation
L'Église presbytérienne (États-Unis) comporte quatre niveaux de gouvernement et d’administration, comme le décrit le Book of Order. Ce sont :
1. le conseil presbytéral (en anglais : session, organe de gouvernement d'une congrégation)
2. le consistoire (en anglais : presbytery)
3. les synodes régionaux (en anglais : synod)
4. le synode général (en anglais : General Assembly, c'est-à-dire « Assemblée générale »).

## Statistiques et sociologie

### Statistiques religieuses

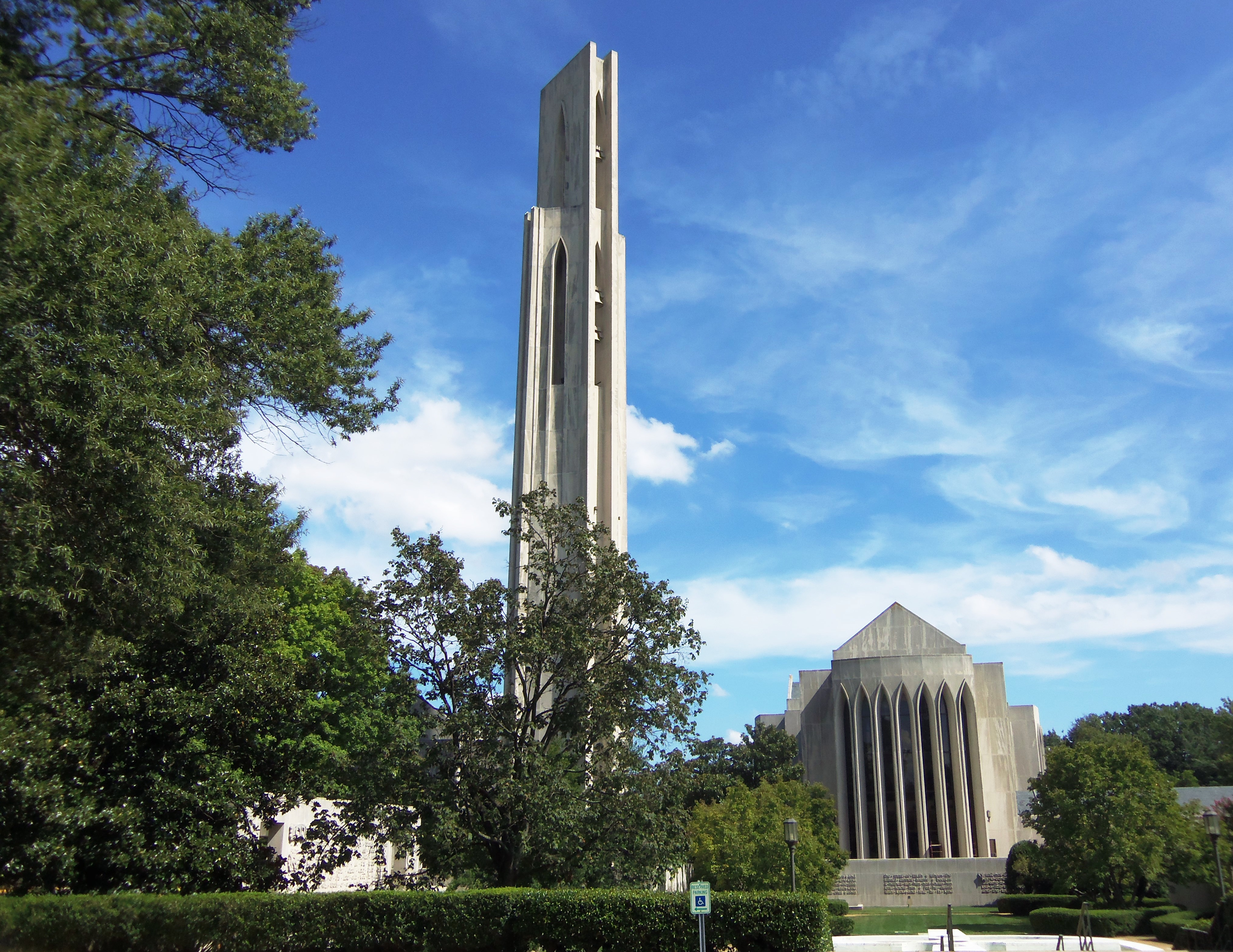
Église presbytérienne nationale, National Presbyterian Church, à Washington (district de Columbia).

L’Église presbytérienne (États-Unis) connaît une phase de net déclin depuis une cinquantaine d’années.
Au moment de sa création en 1983, elle comptait 3 131 228 membres, et l’addition des statistiques des deux églises ayant fusionné à cette date se montait à 4,25 millions de membres actifs en 1965. Les statistiques très précises que tient l’église presbytérienne (États-Unis) montrent que ces chiffres sont passés à 2,3 millions de membres actifs en 2005 et à 1 140 665 membres actifs en 2022, soit seulement un tiers du niveau maximum de 4,25 millions de membres de 1965.
Cette évolution s’explique en partie par les décisions de certaines congrégations de se séparer de l’Église presbytérienne (États-Unis) : en 2016, 99 paroisses l’ont quitté l’église presbytérienne et 97 ont été fermées, tandis que 17 nouvelles paroisses étaient ouvertes et qu’aucune paroisse d’une autre dénomination ne s’est jointe à la PC (USA).
La plus grande paroisse de l’Église presbytérienne (États-Unis) est Peachtree Presbyterian Church à Atlanta, qui compte près de 9000 membres (en 2009), mais le nombre moyen de membres par paroisse est de 175 seulement. Environ 25 % des paroisses se situent sous les 50 membres et encore 23 % entre 51 et 100.

### Analyse sociologique des membres de l’Église
La majorité des membres de PC (USA) sont des blancs (88 %). Leurs opinions politiques sont équitablement réparties entre républicains (47 %) et démocrates (42 %).
La pyramide des âges est décalée vers le haut, avec 35 % des membres de l’église qui ont plus de 65 ans, 32 % entre 50 et 64 ans, 23 % entre 30 et 49 ans, et 10 % entre 18 et 29 ans.
Les membres de PC (USA) sont plutôt plus éduqués que la moyenne, avec 73 % de leurs membres qui sont passés dans le système d’enseignement supérieur, répartis entre 27 % qui ont une formation post-bac, 25 % qui sont diplômés d’une université et 21 % qui ont un doctorat. Seuls l’Église épiscopalienne fait mieux, et les églises congrégationalistes aussi bien. La répartition des revenus les placent parmi les dénominations les plus riches, là encore après les épiscopaliens, avec 31 % des membres appartenant à un ménage gagnant plus de 100 000 $ par an, 32 % entre 50 000 et 100 000, 16 % entre 30 000 et 50 000 et 21 % sous les 30 000 $ par an.

## Missions
L’Église presbytérienne (États-Unis) a une longue et très active tradition missionnaire, notamment à travers l'Agence missionnaire presbytérienne. De nombreuses institutions dans le monde (hôpitaux, foyers, collèges et universités) ont pour origine le travail de missionnaires presbytériens, parfois il y a plus de cent ans. Actuellement, elle soutient 215 missionnaires en dehors des États-Unis. En outre, de nombreuses paroisses soutiennent directement des missionnaires à l'étranger sans que cela soit intégré aux statistiques centrales de l’Église.
L’Église presbytérienne (États-Unis) entretient aussi des relations étroites avec des églises presbytériennes, réformées ou autres de par le monde. Elle est un leader en matière d’aide en cas de catastrophe naturelle et participe ou travaille également dans d’autres pays par le biais de ses relations œcuméniques.

## Relations œcuméniques et partenariats

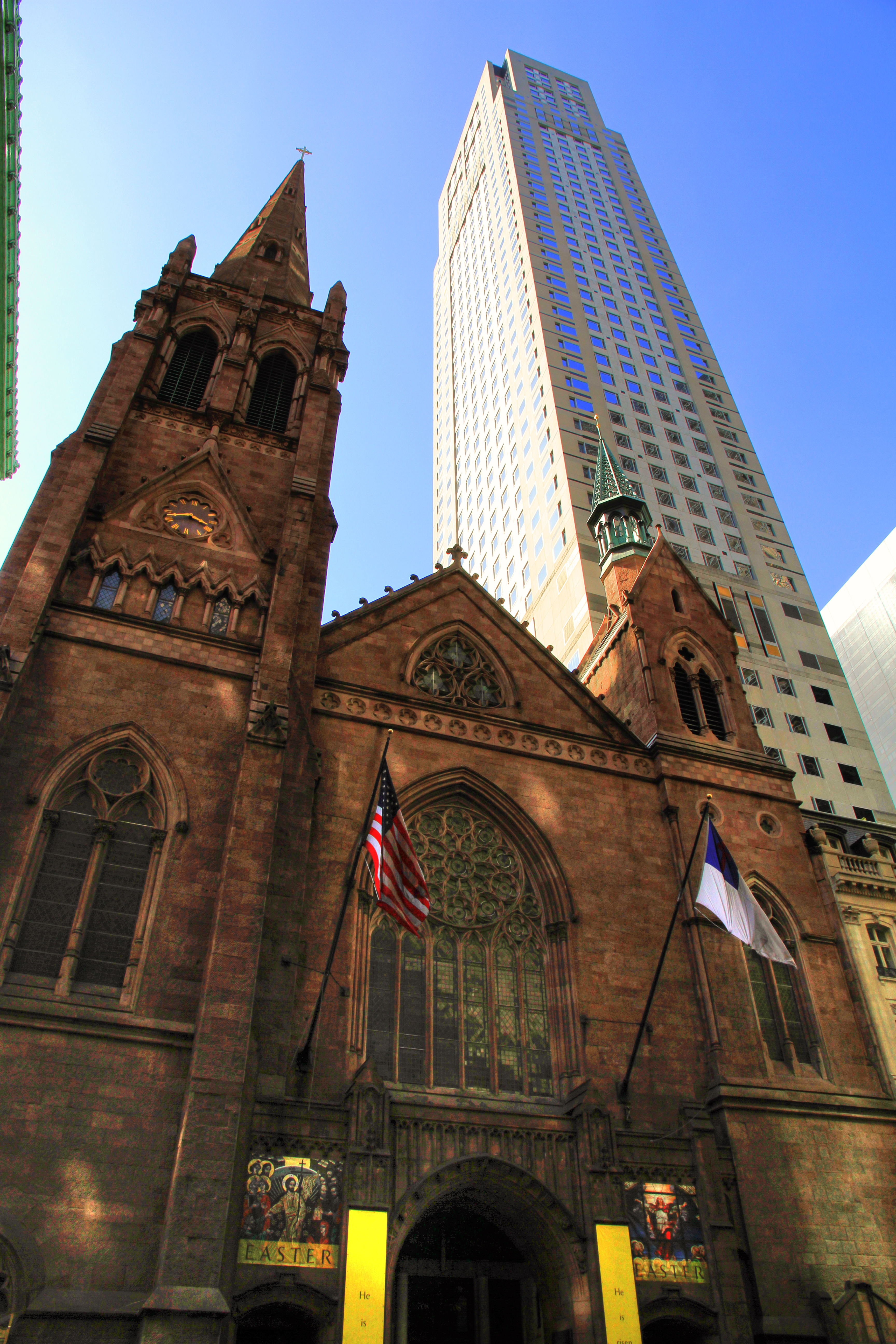
L'Église presbytérienne de la Cinquième Avenue, à New York, une des plus grandes congrégations presbytériennes aux États-Unis.

L'Assemblée générale de l'Église presbytérienne (États-Unis) détermine et approuve les déclarations et accords œcuméniques et entretient une correspondance avec d'autres organes presbytériens et réformés, d'autres églises, alliances, conseils et consortiums chrétiens. Les déclarations et accords œcuméniques sont soumis à la ratification des consistoires. Voici quelques-uns des principaux accords et partenariats œcuméniques.

### Dialogues avec les autres églises chrétiennes
L'Église presbytérienne (États-Unis) a décidé de "s'engager dans des dialogues bilatéraux et multilatéraux avec d'autres églises et traditions afin d'éliminer les obstacles à l'incompréhension et d'établir des affirmations communes.". En 2012, elle est en dialogue avec l'Église épiscopalienne des États-Unis, l'Église morave, l'Église presbytérienne coréenne américaine, l'Église presbytérienne de Cumberland, l'Église presbytérienne de Cumberland en Amérique, et la conférence des évêques catholiques des États-Unis. Elle participe également aux dialogues internationaux à travers le Conseil œcuménique des Églises et la Communion mondiale d'Églises réformées. Les dialogues internationaux les plus récents incluent les églises pentecôtistes, l'Église adventiste du septième jour, l'Église orthodoxe en Amérique et d'autres.
En 2011, l'Église presbytérienne nationale du Mexique a rompu ses liens avec l'Église presbytérienne (États-Unis) et, en 2015, l'Église presbytérienne indépendante du Brésil et l'Église évangélique presbytérienne et réformée du Pérou ont fait de même en raison de la décision en 2014 d'accepter la bénédiction de mariages homosexuels dans l'église américaine.

### Membership de conseils œcuméniques nationaux et internationaux
L’Église presbytérienne (USA) est membre du Conseil national des églises américain, de la Communion mondiale d'Églises réformées et du Conseil œcuménique des églises. Elle est aussi membre de l'ONG basée à Washington Churches for Middle East Peace (en) ("Églises pour la paix au Moyen-Orient").

### La «formule de concorde»
En 1997, inspirées par la Concorde de Leuenberg conclue entre les églises protestantes européennes en 1973, l’Église presbytérienne (USA) et trois autres églises protestantes (l’Église évangélique luthérienne en Amérique, l’Église réformée en Amérique et l’Église unie du Christ) ont officialisé la « formule de concorde » (A Formula of Agreement), une proposition œcuménique d'importance majeure reposant sur le consensus doctrinal exprimé dans le document A Common Calling:The Witness of Our Reformation Churches in North America Today ("Une vocation commune: le témoignage de nos Églises de la Réforme en Amérique du Nord aujourd'hui"). Le timing reflétait un consensus doctrinal qui s'était développé au cours des trente-deux dernières années, associé à une urgence croissante pour l’Église de proclamer un évangile d'unité dans la société contemporaine. À la lumière du consensus doctrinal identifié, désireux de témoigner de manière visible de l'unité de l'Église et d'entendre l'appel à s'engager ensemble dans la mission de Dieu, il a été recommandé:
« que l’Église évangélique luthérienne en Amérique, l’Église presbytérienne (USA), l'Église réformée en Amérique et l’Église unie du Christ déclarent, sur la base de leur vocation commune et de leur adoption de cette « formule de concorde », qu'elles sont en pleine communion les unes avec les autres. Ainsi, chaque église entre en pleine communion ou affirme sa pleine communion avec les trois autres églises. »
L'expression "pleine communion" est signifie ici spécifiquement que les quatre églises:
- se reconnaissent mutuellement comme des églises dans lesquelles l'évangile est prêché correctement et les sacrements correctement administrés selon la Parole de Dieu ;
- retirent toute condamnation historique d'un côté ou de l'autre comme inappropriée pour la vie et la foi de nos églises aujourd'hui ;
- continuent à se reconnaître mutuellement dans le baptême, et autorisent et encouragent le partage de la cène entre leurs membres; reconnaître les différents ministères et prendre des dispositions pour l'échange ordonné des ministres ordonnés de la Parole et des sacrements;
- établissent des canaux appropriés de consultation et de prise de décision au sein des structures existantes des églises ;
- s'engagent dans un processus continu de dialogue théologique afin de clarifier davantage la compréhension commune de la foi et favoriser son expression commune dans l'évangélisation, le témoignage et le service ;
- s'engagent à vivre ensemble selon l'Évangile de telle manière que le principe de l'affirmation et de l'avertissement mutuels devienne la base d'une relation de confiance dans laquelle le respect et l'amour pour l'autre auront une chance de grandir[22].

Au sein de l'Église presbytérienne (USA), la 209e Assemblée générale (1997) a approuvé la formule de concorde et, en 1998, la 210e Assemblée générale a déclaré la pleine communion entre les églises impliquées.

## Sources
- Site officiel de la PC (USA)